# Gnamptogenys simplicoides
Gnamptogenys simplicoides é uma espécie de formiga do gênero Gnamptogenys.